# Tennis de table aux Jeux européens de 2019
Navigation
Édition précédente Édition suivante
Les épreuves de tennis de table aux Jeux européens de 2019 ont lieu à Minsk, en Biélorussie, du 22 au 29 juin 2019. 5 épreuves sont au programme.

## Médaillés
| Épreuves    | Or                                                       | Argent                                                    | Bronze                                               |
| ----------- | -------------------------------------------------------- | --------------------------------------------------------- | ---------------------------------------------------- |
| Hommes      |                                                          |                                                           |                                                      |
| Simple      | Timo Boll                                                | Jonathan Groth                                            | Tomislav Pucar                                       |
| Par équipes | Allemagne Patrick Franziska Dimitrij Ovtcharov Timo Boll | Suède Jon Persson Kristian Karlsson Mattias Falck         | Portugal Tiago Apolónia João Monteiro Marcos Freitas |
| Femmes      |                                                          |                                                           |                                                      |
| Simple      | Fu Yu                                                    | Han Ying                                                  | Ni Xia Lian                                          |
| Par équipes | Allemagne Han Ying Nina Mittelham Shan Xiaona            | Roumanie Elizabeta Samara Bernadette Szőcs Daniela Dodean | Pologne Natalia Partyka Li Qian Natalia Bajor        |
| Mixte       |                                                          |                                                           |                                                      |
| Double      | Allemagne Patrick Franziska Petrissa Solja               | Roumanie Ovidiu Ionescu Bernadette Szőcs                  | France Tristan Flore Laura Gasnier                   |

## Tableau des médailles
| Rang  | Nation     | Or | Argent | Bronze | Total |
| ----- | ---------- | -- | ------ | ------ | ----- |
| 1     | Allemagne  | 4  | 1      | 0      | 5     |
| 2     | Portugal   | 1  | 0      | 1      | 2     |
| 3     | Roumanie   | 0  | 2      | 0      | 2     |
| 4     | Danemark   | 0  | 1      | 0      | 1     |
| 4     | Suède      | 0  | 1      | 0      | 1     |
| 6     | Croatie    | 0  | 0      | 1      | 1     |
| 6     | France     | 0  | 0      | 1      | 1     |
| 6     | Pologne    | 0  | 0      | 1      | 1     |
| 6     | Luxembourg | 0  | 0      | 1      | 1     |
| Total | Total      | 5  | 5      | 5      | 15    |